# Гарбер, Стефани
Стефани Гарбер (англ. Stephanie Garber; род. 8 июля 1987, Северная Каролина) — американская писательница в жанре подростковой литературы, известная благодаря серии книг «Караваль». Автор бестселлеров № 1 по версии New York Times и Sunday Times. Её книги издаются более чем в тридцати странах.

## Писательская карьера
Гарбер начала писать художественную литературу в свободное время, работая режиссёром-резидентом в колледже. Она написала несколько романов и получила много отказов, пока её четвёртая книга, космическая опера, не заинтересовала литературного агента. К сожалению, космоопера оказалась неудачной, и тогда Гарбер начала работу над «Каравалем». Сначала это не планировалось как серия книг, но вскоре она превратился в целый мир, созданный воображением Гарбер. Два продолжения, «Легендо» и «Финал», завершают трилогию «Караваль».
Новый цикл Гарбер стартовал с романа «Once Upon A Broken Heart», книга вышла в США и Великобритании 28 сентября 2021 года. В новой серии действие происходит в другой части вселенной «Караваль», но читателей ждёт знакомство с новой главной героиней — Эванджелин Фокс. Также в этой книге будет дан ответ на вопрос, что случилось с Джексом после событий «Финала». В обзоре Kirkus Reviews отмечено, что это «богато написанная история с интригующей сердцевиной». Издательство Weekly высоко оценило построение мира Гарбер.

## Критика
Её книги были неоднозначно восприняты критиками. Книга «Караваль» получила звёздную рецензию от журнала Publishers Weekly, в которой говорилось: «Интригующие персонажи, образная обстановка и выразительное письмо создают завораживающую историю о любви, потере, жертве и надежде», в то время как Кейтлин Пэксон из NPR написала, что «В конечном итоге смысл „Караваля“ остаётся запутанным». «Караваль» был в списке бестселлеров New York Times в течение пятнадцати недель, достигнув 2-го места.
Книга «Легендо» восемь недель находилась в списке бестселлеров New York Times, заняв первое место. Kirkus Reviews раскритиковал книгу за «слабый сюжет и пурпурную прозу», но похвалил его как «проявление силы воображения». В рецензии Журнала «Школьная библиотека» отмечают: «Хотя эта вторая часть не является самостоятельной — читатели должны быть знакомы с персонажами, событиями и построением мира из первой книги, чтобы полностью понять и оценить эту — фанаты будут рады провести больше времени с Теллой, Данте и Скарлетт и снова погрузиться в волшебный мир Гарбер».
Kirkus Reviews оценил последнюю книгу трилогии «Караваль», «Финал», как «слишком витиеватую, с чрезмерно удобным построением мира, которое почти так же сложно, как и перегруженная проза и запутанный сюжет».

## Экранизация
Права на экранизацию «Караваля» были приобретены компанией 20th Century Fox.

### Трилогия о Каравале
1. Караваль (2017)
2. Легендо (2018)
3. Финал (2019)

### Цикл Once Upon a Broken Heart
1. Once Upon a Broken Heart (2021)
2. The Ballad of Never After (2022)
3. A Curse For True Love (2023)